# Il ciclo delle stagioni
Il ciclo delle stagioni (Dark Hollow) è un romanzo dello scrittore irlandese John Connolly.
 Originariamente pubblicato nel Regno Unito nel 2000 è il secondo romanzo del ciclo dedicato alle storie dell'investigatore Charlie Parker, detto Bird. 
 Nell'ambito del ciclo il romanzo ad esso precedente è Tutto ciò che muore (Every dead things), quello seguente è Gente che uccide (The killing kind).

## Titolo
La cittadina di Dark Hollow (letteralmente: luogo "vuoto e oscuro") che dà il titolo originale al romanzo è in larga parte una creazione dell'autore. Tuttavia numerosi riferimenti geografici reali presenti nel corso della narrazione consentono di situarla nella zona centrosettentrionale dello Stato del Maine, non lontano dal confine canadese.

## Incipit
(Traduzione dall'inglese di Stefano Bortolussi)

## Trama
Fine novembre 1997, si avvicina il primo anniversario della morte di Susan e di Jennifer, la moglie e la figlia di Charlie Parker, detto Bird.
Dopo la conclusione del suo scontro con il Viaggiatore, Bird si è trasferito da New York a Scarborough, nella vecchia casa appartenuta al defunto Bob Warren, il nonno che lo ha cresciuto alla morte dei genitori. Ha ottenuto la licenza di investigatore privato e in tale nuova veste viene gradualmente coinvolto in un'indagine complessa e rischiosa che mescola il passato con il presente.
Nel Prologo del romanzo si intrecciano tre eventi apparentemente isolati, che dimostreranno invece di avere un preciso legame: presso una spiaggia di Prouts Neck, durante un conflitto a fuoco che coinvolge due diverse bande di malviventi e un paio di agenti federali, scompaiono due milioni di dollari appartenenti alla mafia; un'anziana signora di nome Emily Watts fugge dalla casa di riposo St.Martha e si suicida nei boschi circostanti; in un misero appartamento di Portland vengono brutalmente uccisi la giovane Rita Ferris e il figlioletto Donald di due anni.
Rita era la ex moglie di un giovane balordo di nome Billy Purdue e aveva chiesto l'aiuto di Bird per recuperare duemila dollari di alimenti arretrati. Dopo averne versati solo cinquecento Billy è scomparso e su di lui ricadono i sospetti per l'omicidio della moglie e del figlio.
Bird non è convinto della colpevolezza di Billy, ma il denaro che è riuscito ad ottenere da lui ha qualcosa di strano: le banconote sono nuove, con numeri di serie consecutivi, di dubbia provenienza. Non passa molto tempo prima che Bird e la polizia giungano alla medesima conclusione: dopo la sparatoria di Prouts Neck che ha lasciato sul terreno solo morti, Billy si è impadronito dei soldi che risultano scomparsi, probabilmente con l'intenzione di riprendersi Rita e la propria vita famigliare.
Nel tentativo di aiutare Billy, Bird ne segue le tracce sino a Dark Hollow, una cittadina del Maine centrosettentrionale circondata dalle montagne e da boschi vastissimi, in larga parte quasi inesplorati.
Lì convergono tutti coloro che hanno un qualche interesse per il ritrovamento dei due milioni di dollari: la mafia, nella persona di Toy "Clean" Celli; Abel e Stritch, due crudeli assassini di professione, desiderosi di ritirarsi; e infine Louis ed Angel, pronti come sempre ad affiancare l'amico Bird, che nell'occasione non può nemmeno contare sull'aiuto dello sceriffo locale Rand Jennings, il quale nutre contro di lui un'ostilità di vecchia data dovuta al rancore e alla gelosia.
La situazione si aggrava ulteriormente con la sparizione di Ellen Cole, amica di Bird e figlia del suo ex collega Walter, di passaggio come turista nella stessa zona di Dark Hollow.
Ci sono molti fili da seguire, tuttavia poco a poco l'indagine conduce Bird dal presente al passato, al settembre 1965 e ad un vecchio caso irrisolto che aveva ossessionato suo nonno sino ad indurlo a lasciare la carica di vicesceriffo. Spunta il nome di una specie di leggendario fantasma: Caleb Kyle, ciò che forse ha portato l'anziana Emily Watts a cercare la morte.
Al termine di numerosi eventi le questioni con la mafia vengono regolate per mezzo di una cruenta sparatoria e di un assedio che ricordano - omaggiandola - la migliore tradizione del cinema western 
Il problema di Caleb Kyle ha invece una soluzione più complessa, scoperta da Bird anche grazie all'aiuto professionale di Rachel Wolfe, appena in tempo per rintracciare Ellen Cole e per offrire a Billy Purdue l'occasione di un nuovo inizio.
Mentre la vicenda raggiunge il proprio amaro epilogo arriva il 12 dicembre, la data del primo anniversario: e Bird si rende conto di aver usato la complessa indagine e l'altrui sofferenza per accantonare momentaneamente la propria. Per una volta però la "presenza" della moglie e della figlia perdute è dolce e priva di minacce: forse Bird può ancora guardare al futuro con un po' di speranza.

### Particolarità narrativa
In questo secondo romanzo del ciclo va precisandosi una questione già accennata nel precedente e destinata a diventare molto famigliare al lettore assiduo di John Connolly: la questione del contatto tra Bird e il mondo dei morti.
È una cosa difficile da comprendre eppure è importante perché concorre a costruire una parte essenziale nel carattere del personaggio protagonista.
Lo stesso Bird cerca di spiegare la propria capacità di vedere i morti e di avvertirne l'esigenza di pace e di giustizia come "una specie di immedesimazione [...] o forse una forma di follia, un prodotto della sofferenza e del senso di colpa". 
Si tratta ovviamente di un tentativo di razionalizzazione ma alla fine anche Bird, per quanto spaventato e inquieto, può solo arrendersi all'evidenza di ciò che gli accade.

## Personaggi
- Charlie "Bird" Parker. Dopo la tragedia che gli ha segnato la vita cerca di riprendersi come essere umano e come investigatore, mettendo le sue capacità al servizio di chi - tra i vivi e tra i morti - può averne bisogno. Ciò gli costa fatica e ulteriori sofferenze: per Bird la strada della redenzione e del distacco dal passato non potrà mai essere facile.
Il trasferimento nella vecchia casa di Scarborough, inoltre, gli mette in moto una lunga serie di ricordi.

- Rachel Wolfe. Dopo i traumatici eventi del recente passato, si avvicina di nuovo a Bird per motivi professionali: è lei che lo aiuta a tracciare il profilo criminale di Caleb Kyle.
 Ben presto però in entrambi riprendono il sopravvento l'amore reciproco e la comprensione.
- Louis ed Angel. Continuano ad affiancare Bird nei momenti più complicati e rischiosi delle sue indagini. Mantengono parecchi utili contatti con il mondo del crimine e della malavita, ma il loro movente principale è ormai il senso di giustizia. In questo romanzo Louis accetta un contratto alla simbolica cifra di un dollaro solo perché le vittime designate si distinguono per eccezianale malvagità.
- Billy Purdue. È un giovane disadattato, non troppo furbo né intelligente ma non veramente cattivo. Ha una fedina penale piena di piccoli ma costanti reati; è orfano, è cresciuto nel caos di numerose famiglie affidatarie ed avendo perduto Rita e il figlioletto, ha perduto l'unico elemento vagamente stabile sul quale avesse mai potuto contare in vita sua.
Anche per lui, come per molti altri personaggi, i fatti di Dark Hollow faranno riemergere un tragico passato.
- Abel e Stritch. Sono due assassini di professione, noti e temuti per la loro inumana crudeltà: Stritch in particolare ha la spiacevole capacità di rendere oscena la morte.
Vengono attirati a Dark Hollow dalla prospettiva di impadronirsi dei soldi scomparsi, che consentirebbero loro un pensionamento dorato.
- Rand Jennings. È l'astioso capo della polizia a Dark Hollow. Contro Bird nutre un vecchio rancore dovuto a torti mai perdonati: ai tempi in cui tutti, più giovani, vivevano ancora a Scarborough, Bird aveva avuto una brevissima ed intensa relazione con Lorna Jennings, la moglie di Rand. Pur essendosi vendicato all'epoca con un violento pestaggio, l'uomo non ha mai dimenticato.
- Lorna Jennings. È una donna infelice, ancora giovane ma moralmente sfiorita, che rimane sposata con Rand in parte per abitudine e in parte per senso di colpa: pensa che gran parte dei loro problemi abbiano avuto origine dalla sua incapacità di avere figli.
L'incontro con Bird, dopo tanti anni, la farà riflettere in maniera diversa sulle opzioni che le si presentano.
- Tony Celli. Detto Clean ovvero "pulito" perché non si è mai sporcato direttamente le mani, è un mafioso pieno di sé e tuttavia meno importante di quanto gli piaccia pensare. Dei soldi scomparsi deve rendere conto a qualcuno più in alto, ben poco disposto ad aspettare.
- Caleb Kyle. Nella tradizione popolare del Maine (immaginata dall'autore per il romanzo) è una figura leggendaria, simile all'"uomo nero" con cui si spaventano i bambini. Tuttavia il mito ha origini molto concrete, ed è con gli aspetti più spiacevoli di questa realtà che Bird - come già suo nonno negli anni sessanta - finisce per scontrarsi.

## Cronologia
Il principale riferimento temporale del romanzo è legato all'avvicinarsi del primo anniversario della morte di Susan e di Jennifer, avvenuta il 12 dicembre 1996.
 La narrazione del romanzo si svolge tra la fine di novembre e la metà di dicembre 1997, concludendosi il 15 dicembre, giorno in cui Bird visita la tomba della moglie e della figlia.

## Edizioni

### Edizione originale
- John Connolly, Dark Hollow, Hodder & Stoughton, London, 2000

### Edizioni italiane
- John Connolly, Il ciclo delle stagioni, traduzione di Stefano Bortolussi, Rizzoli, 2001, pp. 486 - ISBN 88-17-86787-X
- John Connolly, Il ciclo delle stagioni, traduzione di Stefano Bortolussi, Rizzoli, SuperPocket Best Thriller, 2002, pp. 486 - ISBN 88-462-0235-X
- John Connolly, Il ciclo delle stagioni, traduzione di Stefano Bortolussi, Rizzoli, Bur Narrativa, 2003, pp. 486 - ISBN 978-88-17-10111-0

### Altre edizioni
- John Connolly, Dark Hollow, Coronet Books publisher, Philadelpia (USA), 2000
- John Connolly, Dark Hollow, Simon & Schuster, New York, 2001
- John Connolly, Dark Hollow, Mass Market Paperback, Pocket publisher, 2009

### Edizioni multimediali
- John Connolly, Dark Hollow (Charlie Parker Series # 2). Formato: e-book scaricabile da internet, pp. 448, 2001